# Banque cantonale

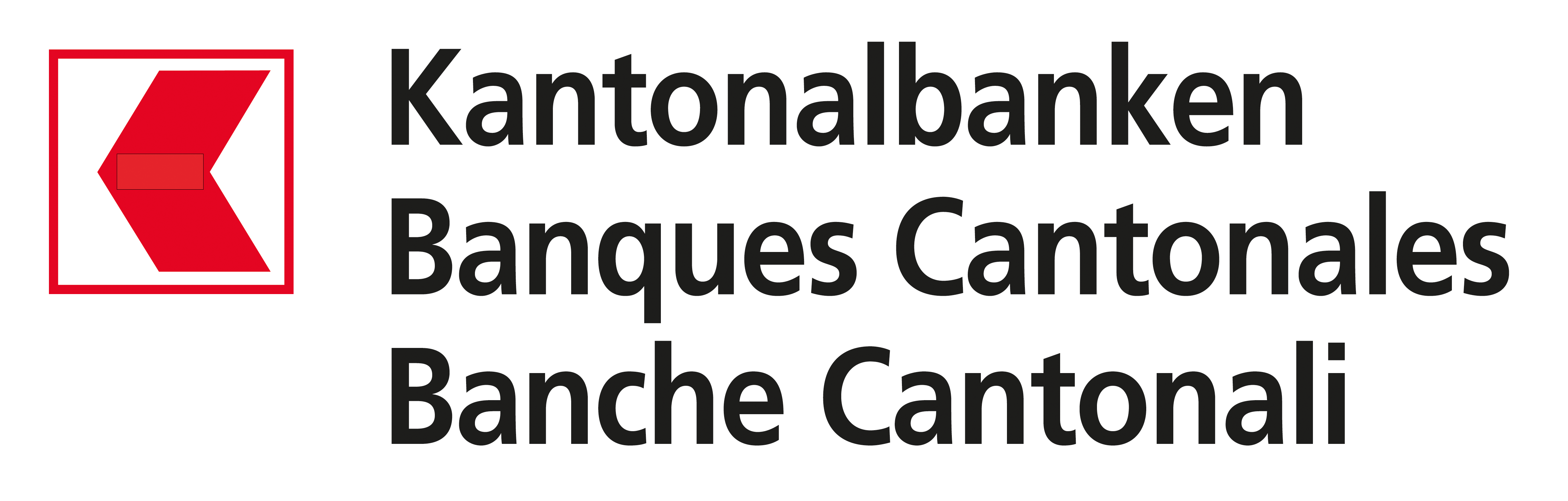
Logo de l'Union des banques cantonales suisses.

En Suisse, une banque cantonale est un établissement bancaire qui a un lien particulier avec son canton.
Les banques cantonales sont regroupées dans une faîtière, l'Union des banques cantonales suisses, qui rassemble vingt-quatre banques affiliées. Elles emploient 19 000 personnes en Suisse et ont un réseau de 620 succursales. Le bilan total à la fin 2021 représente plus de 749 milliards de francs suisses. Le Groupe des banques cantonales détient environ 30 % du marché bancaire suisse.

## Garantie de l’État
Sur les vingt-quatre banques cantonales, vingt-et-une disposent de la garantie intégrale de l'État (sous la forme d'une responsabilité du garant du canton concerné). Le canton concerné est donc subsidiairement responsable de tous les engagements de sa banque. Selon la réglementation cantonale, la banque verse au canton une compensation financière à cet effet. Aucune garantie de l'État n'est accordée à la Banque cantonale vaudoise et à la Banque cantonale bernoise, tandis que la Banque cantonale de Genève fonctionne avec une garantie limitée de l'État,. Les négociations entre la Suisse et l'Union européenne (UE) sur l'accès au marché des banques suisses dans l'UE remettent en cause la garantie de l'État des banques cantonales.

## Liste des banques cantonales
La liste ci-dessous est classée selon la somme du bilan de 2022.
| Logo | Banque Cantonale                     | Année de fondation | Actifs (milliards CHF) | Bénéfice consolidé (millions CHF) |
| ---- | ------------------------------------ | ------------------ | ---------------------- | --------------------------------- |
|      | Zürcher Kantonalbank                 | 1870               | 199,8                  | 1 058,7                           |
|      | Banque cantonale vaudoise            | 1845               | 59,4                   | 388,3                             |
|      | Banque cantonale de Bâle             | 1899               | 55,2                   | 139                               |
|      | St. Galler Kantonalbank              | 1915               | 40,8                   | 183,8                             |
|      | Banque cantonale bernoise            | 1834               | 39,8                   | 159,6                             |
|      | Luzerner Kantonalbank                | 1850               | 57                     | 226,6                             |
|      | Aargauische Kantonalbank             | 1913               | 38,1                   | 179                               |
|      | Basellandschaftliche Kantonalbank    | 1864               | 34,8                   | 130                               |
|      | Thurgauer Kantonalbank               | 1871               | 33,3                   | 147,8                             |
|      | Graubündner Kantonalbank             | 1870               | 33,2                   | 207,5                             |
|      | Banque cantonale de Genève           | 1861               | 30                     | 176                               |
|      | Schwyzer Kantonalbank                | 1890               | 23,6                   | 79,9                              |
|      | Zuger Kantonalbank                   | 1892               | 18,6                   | 97,2                              |
|      | Banque cantonale de Fribourg         | 1892               | 27,3                   | 141,1                             |
|      | Banque cantonale du Valais           | 1916               | 19,3                   | 72,9                              |
|      | Banca dello Stato del Cantone Ticino | 1915               | 18,6                   | 64,4                              |
|      | Banque cantonale neuchâteloise       | 1883               | 11,3                   | 42,6                              |
|      | Schaffhauser Kantonalbank            | 1883               | 9,2                    | 55,3                              |
|      | Glarner Kantonalbank                 | 1884               | 8,6                    | 25,3                              |
|      | Nidwaldner Kantonalbank              | 1879               | 6,2                    | 16                                |
|      | Obwaldner Kantonalbank               | 1886               | 5,9                    | 13,8                              |
|      | Urner Kantonalbank                   | 1915               | 3,6                    | 17,1                              |
|      | Appenzeller Kantonalbank             | 1899               | 4,1                    | 11,9                              |
|      | Banque cantonale du Jura             | 1979               | 4,3                    | 10,2                              |
|      | Total                                |                    | 782,4                  | 3 644,6                           |

### 26 cantons mais 24 banques cantonales
À l'origine, chaque canton et demi-canton possédait sa propre banque cantonale. Cependant, en raison d'un environnement économique difficile au début des années 1990 et de mauvaises gestions, les banques d'Appenzell Rhodes-Extérieures et de Soleure ont disparu au milieu des années 1990.

Logo de la Baloise Bank SoBa (2009), ancienne banque cantonale de Soleure.

Après une débâcle financière, la banque cantonale de Soleure a été intégrée à la Société de banque suisse (SBS) au 1er janvier 1995, et en est ressortie sous le nom de Solothurner Bank SoBa, en tant que société fille de la SBS. En 1998, la société mère fusionne avec l'Union de banques suisses. Cette dernière vend deux ans plus tard la Solothurner Bank SoBa à la Bâloise Assurances, qui l'exploite sous le nom de Baloise Bank SoBa et ensuite Banque Baloise.
La banque cantonale d'Appenzell Rhodes-Extérieures connut durant ces mêmes années 90 plusieurs tentatives d'assainissements et autant d'échecs. Son rachat par l'UBS fut décidé en 1996 et l'AAKB pleinement intégrée dans le Groupe.